# Mattijn Hartemink
 (octobre 2018).
Si vous disposez d'ouvrages ou d'articles de référence ou si vous connaissez des sites web de qualité traitant du thème abordé ici, merci de compléter l'article en donnant les références utiles à sa vérifiabilité et en les liant à la section « Notes et références ».
Mattijn Hartemink, né le 18 mai 1971 à Zaandam, est un acteur néerlandais.

## Filmographie
- 1998 : FL 19,99 de Mart Dominicus : Hotelbediende[2]
- 2000 : The Room de Rutger Hauer et Erik Lieshout : Harry[3]
- 2008 : Bride Flight de Ben Sombogaart : Hans[4]
- 2009 : Can Go Through Skin de Esther Rots : Klaas[5]
- 2013 : Tula: The Revolt de Jeroen Leinders : Lt. Plechter[6]
- 2016 : The Windmill de Nick Jongerius : Mr. de Vries[7]
- 2016 : Prey de Dick Maas : Le Golfer[8]
- 2018 : Wij de Rene Eller : Peter[9]
- 2018 : De IJslandbende de Mans van den Berg : Vriend ouders[10]